# Philippe Desportes

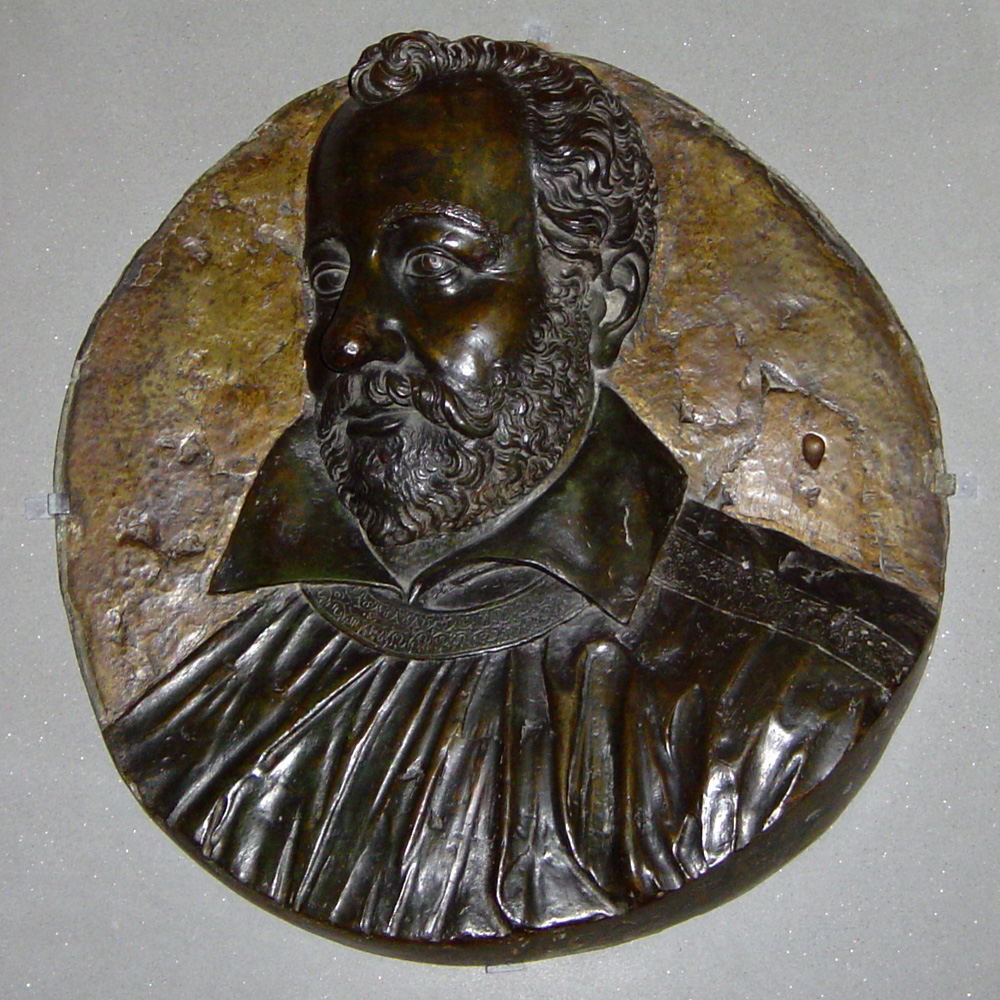
Philippe Desportes.

Philippe Desportes, född 1546 i Chartres, död den 5 oktober 1606 i Pont-de-l'Arche, var en fransk poet.
Desportes tillhörde Pierre de Ronsards skola. Han har främst blivit känd genom sina kärlekssonetter, bergerier, elegier och psalmer. En av de viktigaste källorna till hans författarskap är den kritik som François de Malherbe bestod hans Premières oeuvres (1600). Hans samlade verk utgavs av Alfred Michiels 1858.